# The Curse (Stargate SG-1)
The Curse (La Maldición) es el decimotercer episodio de la cuarta temporada de la serie de televisión de ciencia ficción Stargate SG-1, y el septuagésimo noveno capítulo de toda la serie. 

## Trama
Daniel se entera de que su viejo profesor de arqueología, el Dr. Jordan, murió en una explosión de laboratorio. Él asiste a su funeral, donde se reencuentra con viejos colegas, incluyendo el Dr. Rayner (asistente del Dr. Jordan) y Sarah Gardner (exnovia de Daniel).
En tanto, en ausencia de Jackson, el SG-1 es dado de licencia y O'Neill invita a pescar a Teal'c, quién no tiene opción más que acceder.
Sarah le muestra a Daniel artefactos que ellos estaban estudiando recientemente; corresponden a la expedición Stewart y se supone están “malditos”. Al parecer, los miembros de la expedición murieron al año, y el barco que traía los artefactos a EE. UU. se hundió debido a una explosión a bordo. Los objetos fueron recuperados hace poco. Sarah pronto revela que falta un amuleto dorado. Daniel decide ir a revisar al almacén del museo y se topa con una urna ceremonial (donde eran colocados los órganos de los difuntos) que los Egipcios le habían prohibido estudiar al Dr. Jordan. El objeto resulta tener además símbolos Goa’uld, por lo que Daniel se lo lleva al SGC y allí llama al celular de Teal'c, quién se halla en Minnesota pescando. Le pide entonces traducir una frase que resulta decir “desterrado al olvido”. Teal’c ofrece volver a la base, pero Daniel le responde que no será necesario. O'Neill entonces le quita la batería al celular, la lanza lejos, y luego se lo devuelve a Teal'c. En el SGC, Daniel le explica a Hammond y a Carter que la urna está relacionada con el mito de la madre de los Dioses egipcios, Isis, que fue lanzada al Nilo junto con Osiris por Seth. También revela que según el expediente de la expedición, había 2 urnas, por lo que Jackson vuelve al museo de Chicago a buscar la otra, pero se topa con el Dr. Rayner merodeando sospechadamente el lugar a oscuras. Sin embargo, pronto ambos encuentran a la curadora del museo, muerta.
Entre tanto, en el Comando Stargate, usando un MRI, descubren que dentro de la urna se halla un simbionte Goa’uld. La Dra. Fraiser lo saca, y comprueba que está muerto, pero en perfectas condiciones (no momificado).
A Daniel le informan que al parecer la encargada del museo murió accidentalmente. Luego, junto con Sarah, hallan en la computadora del Dr. Jordan un mensaje que dice que el amuleto faltante data de hace 10 000 años. El mensaje también fue enviado al Dr. Rayner.
La Dra. Fraiser averigua que el simbionte murió al romperse la urna, la cual parece ser una cierta clase de contenedor avanzado, diseñado para mantener vivo a un simbionte, pero sedado, probablemente de forma indefinida.
Al saber esto, Daniel regresa al SGC y dice que si había un simbionte en la otra urna, posiblemente ha poseído al Dr. Rayner, y es responsable de las recientes muertes. También cree que el amuleto robado debe ser alguna clase de dispositivo Goa'uld. Al intentar localizar a Rayner se enteran de que se dirige a Egipto, por lo que Hammond envía a Carter, a Jackson y a Fraiser tras el.
En Egipto, Rayner llega a un templo dedicado al parecer a Osiris e Isis. Allí dentro utiliza el amuleto dorado para abrir un compartimiento donde halla un dispositivo manual Goa’uld. Sin embargo, antes de poder tomarlo alguien lo sorpresa.
Pronto, el equipo del SGC llega al lugar y encuentra a Rayner herido. El confiesa que tomó el amuleto, pero que no fue quien abrió la urna de Osiris, además de que Carter no detecta que sea un Goa'uld. Cuando le preguntan quien lo atacó, de entre las sombras aparece Sarah Gardner/Osiris con los ojos brillando, y utiliza el dispositivo manual para dejar a Carter y a Fraiser inconscientes. Luego interroga a Daniel para saber la localización del Portal, pero él solo accede a decirle que Seth, Ra, Hathor y Sokar están muertos. Daniel aprovecha esta ocasión para clavarle un dardo tranquilizante a Osiris, lo que obliga a este a escapar, mediante unos anillos de transporte, hacia una nave espacial piramidal oculta en el templo, pero no sin antes prometer que regresara para vengarse.

## Artistas invitados
- Anna-Louise Plowman como Sarah Gardner/Osiris
- Ben Bass como el Dr. Steven Rayner
- Teryl Rothery como Dra. Fraiser.
- David Abbott como el Dr. David Jordan.
- Lorena Gale como la curadora del museo.
- Dan Shea como el Sargento Siler.